# Река (албум)
Река је четврти студијски албум српскo-мађарске музичке групе Rebel Star. Албум је у дигиталном формату објављен 20. јуна 2015. године. У другој половини исте године Река се појавила на компакт-диску и на грамофонској плочи. Издавач сва три формата албума била је Поп депресија.

## О албуму
Албум је сниман током маја и јуна 2015. године у кућном студију Милана Главашког у Сентандреји. За тонско снимање, продукцију, микс и мастеровање албума био је задужен сам Главашки. Као главни мотив песама препознаје се путовање.
Песме Ти и ја и Сутра су претходно објављиване у другачијим верзијама. Широка река представља препев нумере Wide River to Cross, коју су написали Бади и Џули Милер, а изводили Ливон Хелм, Дајана Крол и други.
Река је први албум групе Rebel Star који је објављен и на грамофонској плочи. С тог издања албума су изостављене песме Сутра и Драга.

## Успешност на топ листама

### Годишње листе албума
| Назив листе                                                 | Приређивач листе | Позиција    | Изв.  |
| ----------------------------------------------------------- | ---------------- | ----------- | ----- |
| Балканрок изабрао најбоље у 2015: Топ 45 регионалних албума | Балканрок        | без поретка | [ 7 ] |
| — редакцијска                                               |                  |             | [ 8 ] |
| Најбоља домаћа/регионална издања 2015.                      |                  |             | [ 9 ] |

### Годишње листе синглова
| Назив песме | Назив листе | Приређивач листе | Позиција | Година | Изв.   |
| ----------- | ----------- | ---------------- | -------- | ------ | ------ |
| Радио       | Дискомер    | Радио Студио Б   | 5.       | 2015.  | [ 10 ] |
| Други сан   | Дискомер    | Радио Студио Б   | 17.      | 2015.  | [ 10 ] |

### Недељне листе синглова
| Назив песме | Назив листе | Приређивач листе | Најбољи пласман               | Датум(и) најбољег пласмана | Изв.          |
| ----------- | ----------- | ---------------- | ----------------------------- | -------------------------- | ------------- |
| Радио       | Дискомер    | Радио Студио Б   |                               | 5—12. јул 2015.            | [ 11 ] [ 12 ] |
| Други сан   | Дискомер    | Радио Студио Б   | 27 септембар—4. октобар 2015. | [ 13 ] [ 14 ]              |               |

## Списак песама
| №               | Назив               | Аутор(и)                                      | Напомене                                      | Трајање |  |
| 1.              | У ноћ               | Милан Главашки (т, м)                         |                                               | 4:12    |  |
| 2.              | Велики дан          | Милан Главашки (т, м)                         |                                               | 3:16    |  |
| 3.              | Ти и ја             | Милан Главашки (т, м)                         |                                               | 4:12    |  |
| 4.              | Киша                | Ешли Брис и Милан Главашки (т, м)             |                                               | 3:47    |  |
| 5.              | Радио               | Милан Главашки (т, м)                         |                                               | 4:59    |  |
| 6.              | Други сан           | Милан Главашки (т, м)                         |                                               | 3:01    |  |
| 7.              | Путујемо ти и ја    | Милан Главашки (т, м)                         |                                               | 3:46    |  |
| 8.              | Димњаци без кровова | Ешли Брис и Милан Главашки (т, м)             |                                               | 4:08    |  |
| 9.              | Сутра               | Милан Главашки (т, м)                         | Песма се не налази на винилном издању албума. | 3:08    |  |
| 10.             | Стари кључ          | Бари Морис и Милан Главашки (т) Ешли Брис (м) |                                               | 4:24    |  |
| 11.             | Широка река         | Милан Главашки (т) Бади и Џули Милер (м)      | Препев песме америчког дуа Buddy & Julie Miller.                  | 3:43    |  |
| 12.             | Драга               | Милан Главашки (т, м)                         | Песма се не налази на винилном издању албума. | 4:53    |  |
| Укупно трајање: | Укупно трајање:     | Укупно трајање:                               | Укупно трајање:                               | 47:29   |  |

## Синглови и спотови
- 1. Драга
  - Сингл је објављен у октобру 2013. године.
  - Спот је режирао Милан Главашки.[15]

- 2. Ти и ја / Сутра
  - Сингл је објављен у септембру 2014. године. Песме нису пропраћене спотовима.[4][16]

- 3. Радио
  - Сингл је објављен у јуну 2015. године. Није пропраћен спотом.[4]

- 4. Други сан
  - Сингл је објављен у септембру 2015. године.
  - Спот је режирала Андреа Вајда, а једина особа која се појављује у њему је српска кантауторка Ивана Смоловић.[17]

## Музичари

### Постава групе
- Милан Главашки
- Атила Приклер
- Ешли Брис
- Мајк Кентиш
- Чаба Маринка [1][2][3]

## Остали допринос албуму
- тонско снимање, продукција, микс и мастеровање: Милан Главашки
- дизајн омота: Андреј Долинка [1][2][3]

## Рецензије
| Медиј | Аутор рецензије     | Оцена           | Изв.   |
| ----- | ------------------- | --------------- | ------ |
|       | Синиша Миклаужић    | 5/5 звездица    | [ 18 ] |
|       | —                   | 10/10 звездица  | [ 19 ] |
|       | Слободан Вујановић  | 9/10 звездица   | [ 20 ] |
|       | Жикица Симић        | 4/5 звездица    | [ 5 ]  |
|       | Ведран Харча        | 9/10 звездица   | [ 21 ] |
|       | Антонио Розић       | 8.5/10 звездица | [ 22 ] |
|       | Ријечни бродар Хаџо | без оцене       | [ 23 ] |